# Guerra di successione di Mantova e del Monferrato
La guerra di successione di Mantova e del Monferrato, detta anche Seconda guerra del Monferrato (1628 - 6 aprile 1631), scoppiò alla morte senza eredi di Vincenzo II Gonzaga e vide contrapporsi il Sacro Romano Impero, la Spagna e Carlo Emanuele I di Savoia, che appoggiavano la successione del duca Ferrante II Gonzaga di Guastalla, alla Francia e alla Repubblica di Venezia, che appoggiavano la successione del duca Carlo Gonzaga di Nevers, sostenuto anche da papa Urbano VIII. Lo scontro si innestò nel quadro generale della guerra dei trent'anni.
La successione del duca di Nevers, sancita a Ratisbona (1630), venne ratificata a Cherasco (1631).

## Antefatto
Mantova era la città ancestrale della dinastia dei Gonzaga, che la governavano, dapprima come marchesato e dopo il 1530 come ducato, in vassallaggio del Sacro Romano Impero.
Il Monferrato, ducato dal 1574, si trovava nella parte orientale del Piemonte ed era feudo imperiale dall'XI secolo. I Gonzaga avevano ricevuto tale ducato in dote dal matrimonio del duca Federico II Gonzaga con Margherita Paleologa.
Il 22 settembre 1612, Francesco IV di Mantova e del Monferrato, morì all'età di 26 anni. La sua morte aveva seguito di un paio di mesi quella del padre Vincenzo I. L'unica erede rimase Maria Gonzaga (di soli tre anni). Francesco IV aveva anche due fratelli minori, ma il Monferrato era ereditabile in linea femminile e già questo aveva provocato una prima guerra. Il duca Carlo Emanuele I di Savoia, padre della moglie di Francesco, Margherita di Savoia, madre della piccola Maria Gonzaga, pretese il ducato per la sua casata, avviando così la Guerra di successione del Monferrato (1613–1617) che confermò Ferdinando I Gonzaga (1587–1626) come legittimo successore.
Quando Ferdinando morì nel 1626, suo fratello Vincenzo II Gonzaga (1594–1627) gli succedette come duca di Mantova e Monferrato. Pur essendosi sposati, dopo la rinuncia ai titoli di cardinale, nessuno dei due ebbe figli legittimi. Esplose una crisi quando Vincenzo II morì il 26 dicembre 1627 all'età di 33 anni, lo stesso giorno della celebrazione del matrimonio di sua nipote Maria con Carlo di Nevers. Quest'ultimo era il figlio primogenito ed erede di Carlo, duca di Nevers, Rethel e Mayenne. Il Nevers era membro di un ramo cadetto della casata dei Gonzaga, stabilitosi in Francia fin dal 1549, ed era stato investito da Vincenzo II come proprio successore.
L'Italia settentrionale era, da sempre, un campo di battaglia strategico per la Francia e per gli Asburgo. Controllare quest'area avrebbe permesso agli Asburgo di minacciare la Linguadoca ed il Delfinato appartenenti al regno francese, come pure di proteggere le rotte verso la Spagna; il Ducato del Monferrato, inoltre, risultava strategicamente importante per i collegamenti tra Genova e Milano; inevitabilmente, dunque, la successione al trono di Mantova avrebbe finito per coinvolgere anche potenze esterne all'Italia.
Prevedendo l'estinzione del ramo principale dei Gonzaga, pochi giorni prima il duca di Savoia aveva negoziato con il governatore spagnolo del Ducato di Milano, Gonzalo Fernández de Córdoba, un trattato per la spartizione del Monferrato. L'imperatore Ferdinando II, saputa la presa di possesso dei ducati di Mantova e del Monferrato da parte di Carlo Gonzaga-Nevers, predispose l'immediato sequestro dei due feudi ed impose al duca Carlo l'obbligo di far entrare un contingente di truppe Imperiali comandato da Giovanni di Nassau a presidiare il Mantovano per garantire la sicurezza dei cittadini di essa ed evitare un colpo di mano da parte della fazione francese. Carlo I Gonzaga, per evitare una spartizione dei due ducati da parte spagnola e sabauda, e su consiglio del vescovo di Mantova Vincenzo Agnello Suardi, inviò a Vienna il proprio figlio e principe ereditario di Mantova Carlo Gonzaga, accompagnato da Pirro Maria Gonzaga, per convincere l'imperatore a riconoscere al duca Carlo I Gonzaga la legittimità dell'investitura di entrambi i ducati. La missione ebbe però esito negativo, e il duca Carlo iniziò un immediato processo di fortificazione dei territori del mantovano e del suo Serraglio.
Carlo I di Gonzaga-Nevers, appoggiato da Luigi XIII di Francia, avanzò i suoi diritti alla successione e prese possesso di Mantova (17 gennaio 1628), ma Ferdinando II, assecondando la politica spagnola, non concesse la relativa autorizzazione imperiale e gli oppose la candidatura di Ferrante II Gonzaga, duca di Guastalla. Il Nevers spinse quindi il governo francese ad intervenire, suscitando la reazione del duca di Savoia, Carlo Emanuele I di Savoia.

## Gli scontri

### Fronte monferrino

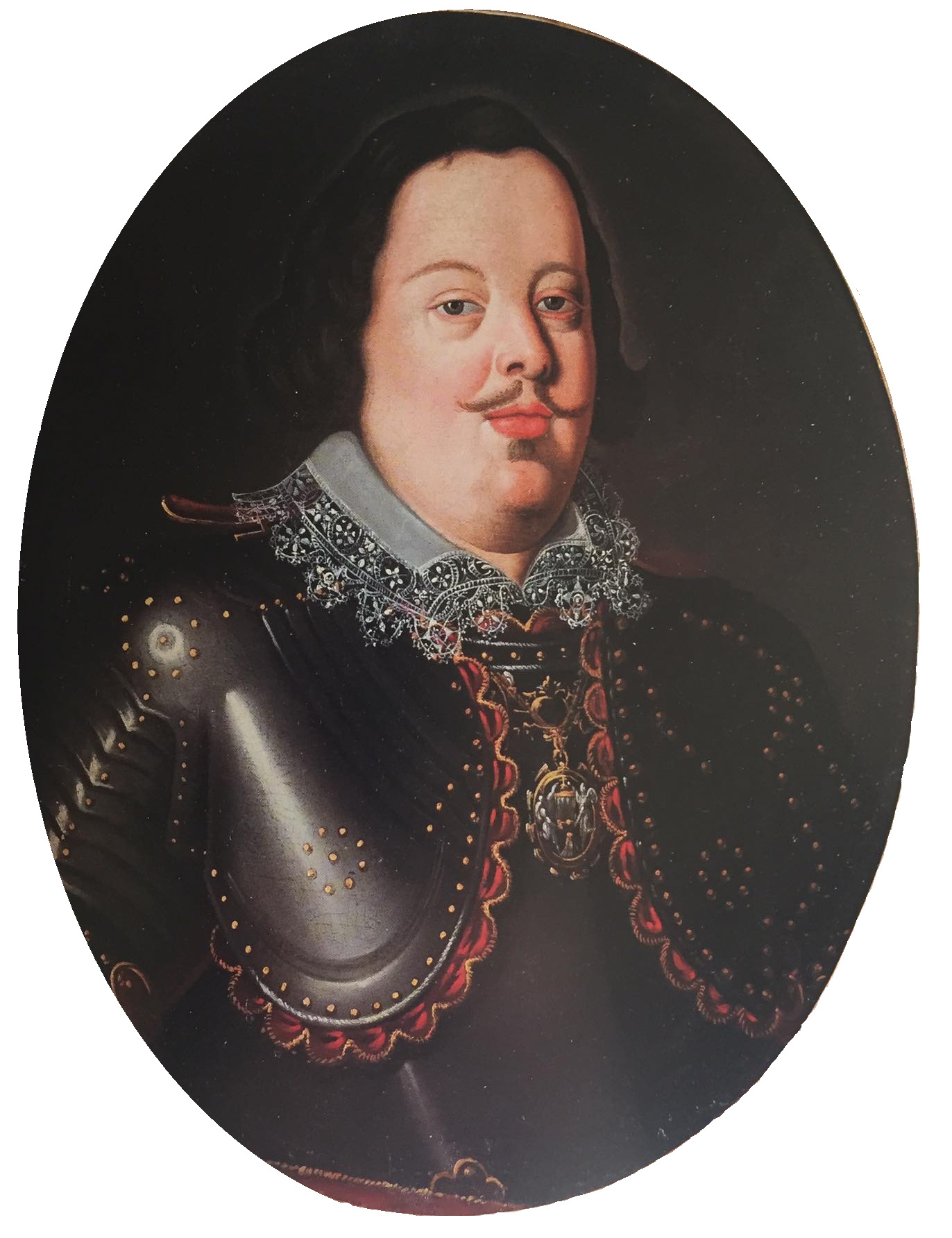
Vincenzo II Gonzaga

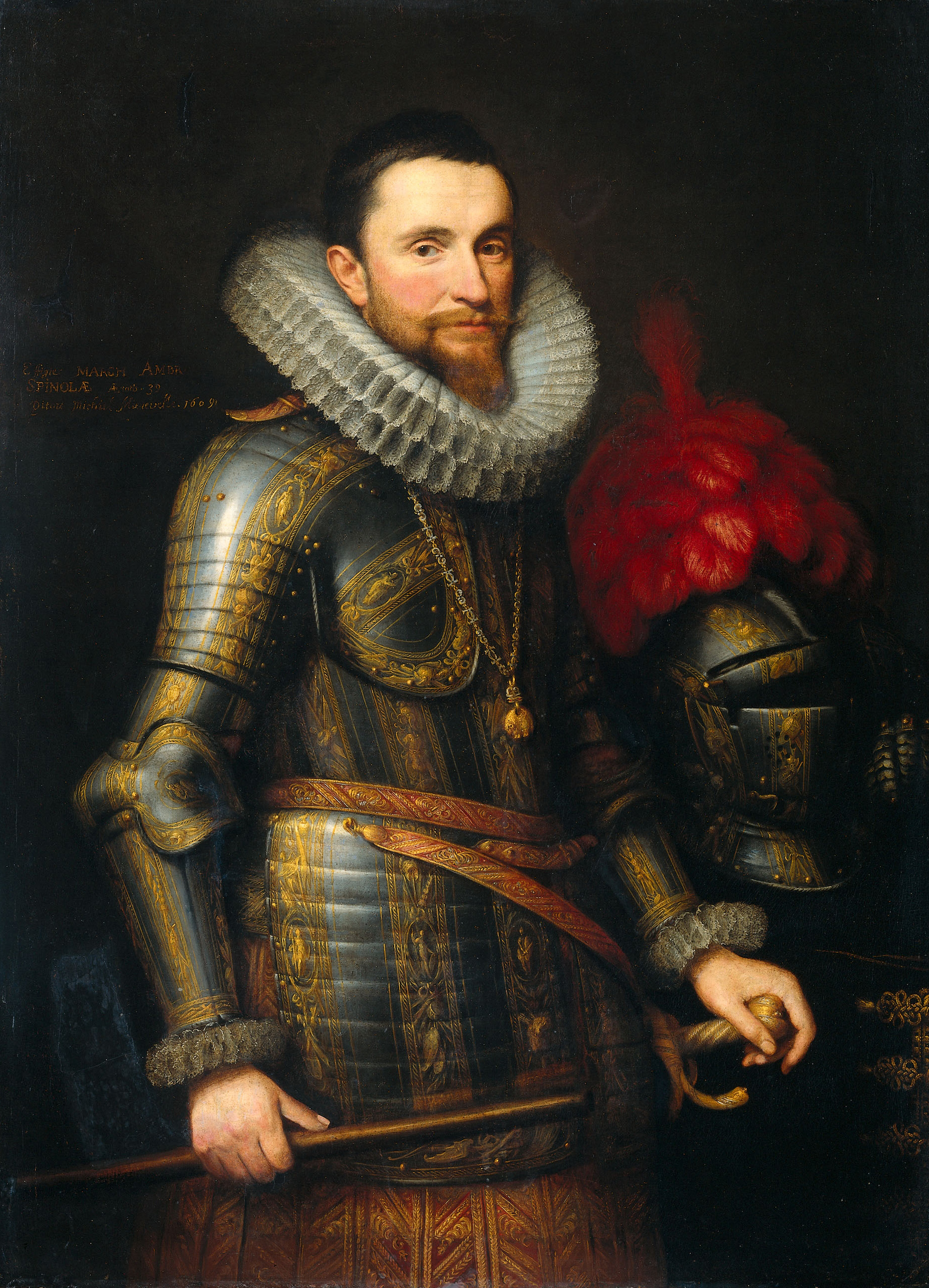
Ambrogio Spinola

Nella primavera del 1628 l'esercito sabaudo occupò Trino, Alba e Moncalvo, le città del Monferrato assegnate dal trattato di spartizione ai Savoia, mentre le truppe spagnole, guidate dal generale Gonzalo Fernández de Córdoba, posero sotto assedio Casale. Nel maggio del 1629 Luigi XIII, terminata in patria la riconquista di La Rochelle, senza dichiarare formalmente guerra alla Spagna, scese in Italia, sconfisse il 6 marzo 1629 Carlo Emanuele presso il colle del Monginevro (Susa e Chiomonte), liberò Casale dall'assedio, occupò la fortezza di Pinerolo e con il trattato di Susa impose ai Savoia di astenersi dalle ostilità contro il Ducato di Mantova. Il governatore del ducato monferrino Gian Tommaso Canossa, insieme al cavaliere Traiano Guiscardi (ambasciatore gonzaghesco presso la corte di Francia), organizzò le difese militari di protezione dagli attacchi sabaudi, in seguito alla conquista francese della fortezza di Casale. Il comando supremo delle truppe ducali gonzaghesche monferrine venne affidato al marchese Giacomo Antonio Valperga, che nonostante le sue manovre difensive faticarono moltissimo a rompere l'assedio sabaudo sulla cittadella di Casale, che venne in seguito conquistata dal Duca di Savoia. In seguito a questo eventi, venne descritta anche l'eroica resistenza della popolazione all'assedio nemico, dove ciascun cittadino aveva brandito le armi contro l'assediante. In momenti concitanti il duca Carlo I Gonzaga, inviò una richiesta di aiuto all'esercito francese del Re di Francia Luigi XIII, quando venne a sapere della completa disfatta dell'esercito ducale Nieverese da parte dell'esercito sabaudo. Con la vittoria all'assedio di La Rochelle, Luigi XIII dimostrò immediatamente la sua disponibilità ad aiutare il Duca di Nevers riguardante l'assedio di Casale, così inviò il grosso contingente francese comandato da Ferdinando di Gonzaga-Nevers, dove riuscì a rompere l'assedio delle truppe spagnole e sabaude per il possesso di Casale Monferrato, e pretendere la resa dei due schieramenti, resa che venne inviata a Mantova con gran gioia del duca Carlo I Gonzaga. in seguito a questi avvenimenti bellici il fronte del Duca Monferrino, venne vinto dalla coalizione Francese che sostenne i diritti di Carlo Gonzaga-Nevers.

### Fronte mantovano
L'intervento diretto dei francesi provocò la reazione degli imperiali, che inviarono parte delle truppe di Albrecht von Wallenstein in Italia: approfittando del rientro in patria di Luigi XIII, nel settembre del 1629 l'esercito imperiale al comando di Rambaldo XIII di Collalto scese nella penisola attraverso la Valtellina. Carlo I Gonzaga, per cercare di rallentare la marcia di avvicinamento delle truppe imperiali sul ducato di Mantova nei pressi del fiume Oglio, chiese al principe di Bozzolo Scipione Gonzaga di sbarrare la loro avanzata, ma il principe di Bozzolo colse questa occasione per vendicarsi di un vecchio torto subito da parte dell'ex duca di Mantova Ferdinando durante una violenta disputa interna riguardante i diritti di navigazione del fiume Oglio. Il principe Scipione Gonzaga aprì le porte di Bozzolo all'esercito Imperiale guidato dall'Aldringen. L'avanzamento degli imperiali fu inevitabile in occasione dell'esondazione del fiume Po, che ruppe gli argini a San Benedetto Po e Suzzara; nonostante gli intoppi naturali, gli imperiali ebbero nei pressi di Canneto il primo scontro con il presidio veneziano guidato dal marchese di Montebello Alfonso Guerrieri Gonzaga, che aveva iniziato l'attacco presso Volongo, nella speranza di riuscire a difendere il passaggio che conduceva al Chiese. Inutile fu la resistenza del capitano Gazzoli nella difesa del Marchesato di Viadana presso il castello: egli dovette abbandonare Viadana per colpa del tradimento di Baldovino del Monte. Dopo aver ricevuto le notizie riguardante le vittorie degli imperiali sui vari territori del ducato, Carlo I di Gonzaga-Nevers ordinò l'immediato allagamento del Serraglio e delle località che ne facevano parte. In quel frangente militare i residenti delle varie città organizzarono, con l'aiuto della guardia ducale, delle improvvisate bande armate per tendere agguati agli occupanti. Nonostante questo ultimo ed estremo tentativo la risposta imperiale fu violenta, dato che molti villaggi e paesi vennero messi a ferro e fuoco e la popolazione massacrata. Verso la fine dell'anno vi fu un forte e vigoroso contrattacco delle truppe gonzaghesche contro quelle imperiali, nei pressi di Governolo, dove si tenne una lunga e sanguinosa battaglia di posizione. Le truppe gonzaghesche, guidate dal marchese Alfonso Guerrieri Gonzaga e dal capitano Gazzoli, ebbero la peggio, e i due comandanti dopo aver esaurito le ultimissime risorse della difesa di Governolo, dovettero abbandonare il paese, e i cittadini rimasero in balia alle brutalità degli imperiali. Il comandante imperiale Rambaldo XIII di Collalto, che era nativo del Ducato di Mantova, spinto dalla compassione e dalla rabbia vedendo le truppe imperiali infierire sugli inermi cittadini innocenti, decise di inviare a Mantova il Principe di Bozzolo Scipione Gonzaga per trattare una tregua con il duca Carlo I Gonzaga, colloquio che non fu nemmeno messo in atto. Nonostante le continue sconfitte delle truppe ducali, il duca Carlo Gonzaga riuscì a proteggere l'avamposto del castello di Goito, unica via di comunicazione per l'intervento delle truppe veneziane presso Verona.

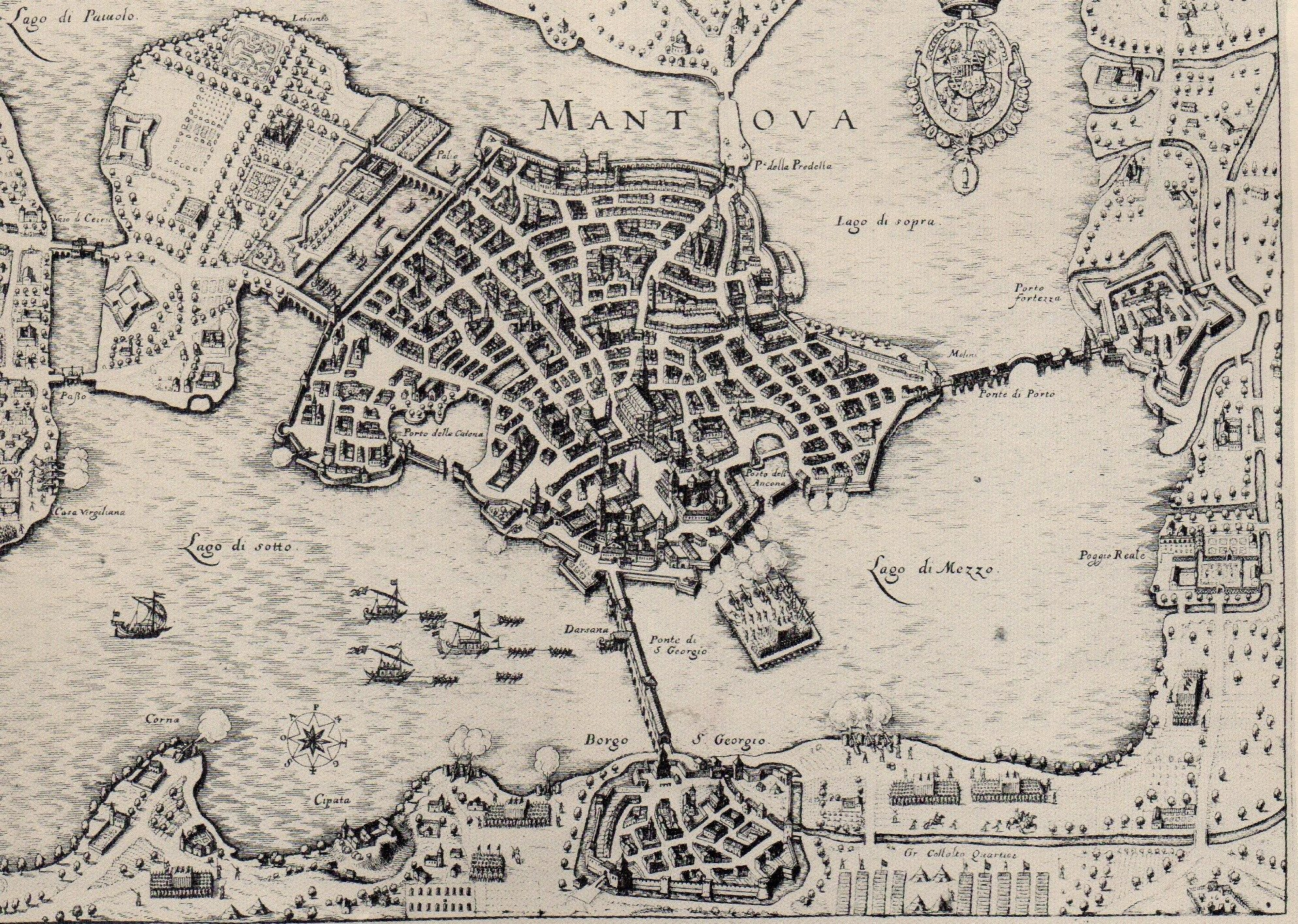
Fasi del Sacco di Mantova del 1630

La resistenza di Carlo I di Gonzaga-Nevers a Mantova impedì tuttavia una rapida soluzione del conflitto e le truppe imperiali, decimate dalla peste, dovettero temporaneamente ritirarsi. Intanto Richelieu occupò la Savoia e prese Pinerolo: Spinola, di fronte all'avanzata francese, accrebbe la pressione su Casale, mentre l'esercito imperiale riprese l'offensiva contro Mantova. Nella protezione militare della città di Mantova il duca affidò il comando della cittadella al comandante supremo delle truppe ducali di Mantova, il conte Giambattista d'Arco, mentre le difese delle fortificazioni di Porta Cerese e Porta Pradella vennero affidate al barone Francesco Orsini e al capitano Trussa venne affidata la protezione del Borgo di San Giorgio, che comprendeva la difesa del ponte di San Giorgio. Il duca Carlo Gonzaga si preparò al primo contatto con l'esercito imperiale vicino a Mantova. Il primo violentissimo attacco venne condotto dall'Aldringhen contro il borgo di San Giorgio difeso dal capitano Trussa, che dovette rapidamente capitolare e lasciare il borgo nelle mani delle truppe imperiali. Due giorni dopo gli imperiali attaccarono le difese delle fortificazioni di Cerese ma vennero facilmente respinti grazie anche ai fossati ricavati dall'allagamento del Serraglio che costrinsero gli imperiali a dirigersi verso la porta di accesso della città saldamente difesa dalle truppe gonzaghesche. Mentre il duca Carlo Gonzaga resistette ai continui assalti in città delle truppe dell'Aldringhen e del Collalto, Goito cadde nelle mani imperiali, così il Ducato di Mantova, venne tagliato fuori dai rinforzi veneziani.
Il 16 aprile 1630 il marchese Alfonso Guerrieri Gonzaga riuscì a scacciare gli imperiali dal Ponte dei Mulini e si recò rapidamente ad assalire la rocca di Ostiglia liberandola dal nemico e rimanendo gravemente ferito. Nonostante i vani e disperati tentativi di difesa dello stato, le truppe imperiali non arretrarono. Il duca Carlo Gonzaga radunò le popolazioni superstiti delle periferie di Mantova in città, richiamando anche i migliori comandanti dell'esercito ducale per prepararsi per gli ultimi contrattacchi alla città di Mantova, prima che la città conoscesse mesi dopo (18 luglio 1630) il suo fatale e disastroso sacco ad opera dei famigerati lanzichenecchi.

## La fine del conflitto

### La pace di Ratisbona
Il 13 ottobre 1630, con il trattato di Ratisbona, Ferdinando II (ormai sotto la minaccia dell'invasione svedese) e gli ambasciatori francesi si accordarono per il riconoscimento della successione di Carlo di Nevers, la cessione di Pinerolo e Casale alla Spagna e l'impegno francese a non stipulare alleanze in funzione antiasburgica. La Francia siglò l'accordo tramite i suoi rappresentanti, François Leclerc du Tremblay e Nicolas Brûlart de Sillery.
La Francia ottenne termini favorevoli per i suoi interessi in Italia: infatti ottenne di mantenere la propria guarnigione nei Grigioni. L'accordo inoltre confermò Carlo di Gonzaga-Nevers a duca di Mantova e marchese del Monferrato in cambio di concessioni minori a Carlo Emanuele di Savoia e Ferrante di Guastalla. Gli Asburgo vennero obbligati a ridurre il numero delle loro truppe nella regione. Il primo ministro spagnolo, Gaspar de Guzmán, duca di Olivares, considerò questo trattato come comparabile ad una sconfitta.
L'ultima clausola prevedeva che la Francia non potesse allearsi con alcuno stato della Germania contro l'imperatore regnante. Luigi XIII ed il cardinale de Richelieu rifiutarono pertanto la ratifica del trattato, e gli Asburgo si trovarono inoltre ad affrontare la strenua resistenza di Casale e la crisi causata dalla morte dello Spinola.

### Il trattato di Cherasco
Le trattative ripresero e la rinegoziazione del trattato tra l'imperatore e i francesi condussero alla pace di Cherasco del 6 aprile del 1631: Ferdinando II riconobbe quale legittimo successore di Vincenzo II Carlo di Nevers, che però dovette cedere a Vittorio Amedeo I, nuovo duca di Savoia succeduto al padre dopo la morte di questi, molte terre del Monferrato (in particolare Trino e Alba); il Savoia, a sua volta, dovette lasciare alla Francia la fortezza di Pinerolo, in cambio del ritiro delle truppe. Cesare II Gonzaga, duca di Guastalla e figlio di Ferrante, ottenne Luzzara e Reggiolo.